# Martin Albrecht

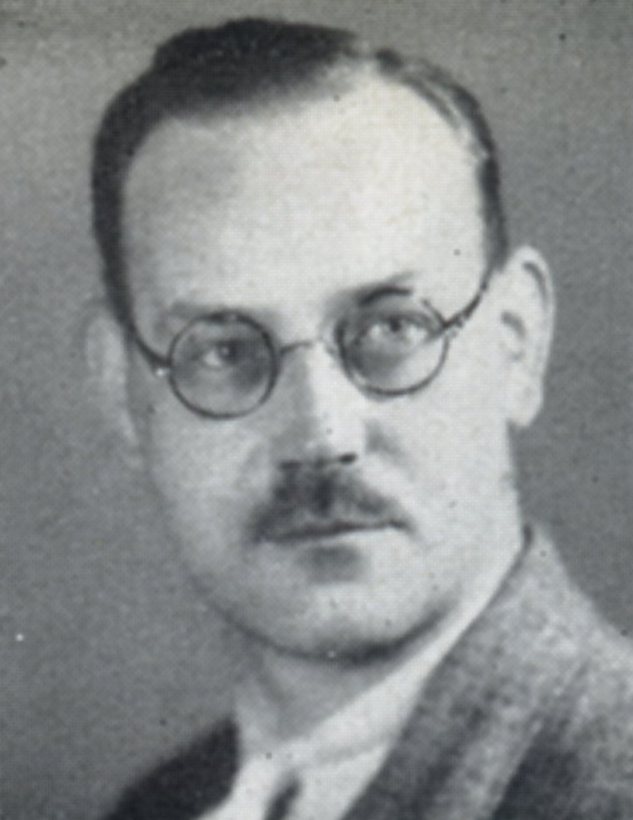
Martin Albrecht, 1933

Martin August Reinhold Albrecht (* 26. Dezember 1893 in Ohra, Danzig; † 30. August 1952 in Dortmund) war ein deutscher Politiker (NSDAP). 

## Leben
Nach seiner Ausbildung als Versicherungskaufmann und der Teilnahme als Freiwilliger am Ersten Weltkrieg war er seit 1920 als Arbeiter und Angestellter tätig und wurde 1927 Bezirksvertreter im Lebensmittelhandel für Ostdeutschland. Zum 1. Juni 1929 trat Albrecht der NSDAP bei (Mitgliedsnummer 133.463) und war seit 1930 Kreisleiter der Partei in Frankfurt (Oder) sowie seit 1931 Gaubetriebszellenleiter Brandenburg der NSDAP. Ab 1932 gehörte er der NSDAP-Fraktion in der Frankfurter Stadtverordnetenversammlung an. Ende Juli 1932 wurde Albrecht für die NSDAP (Wahlkreis Frankfurt (Oder)) in den Reichstag gewählt, dem er bis 1936 angehörte. Zwar trat er bei der Reichstagswahl am 29. März 1936 auf dem Listenplatz Nr. 64 erneut an, doch wurde er nicht wieder gewählt. Bald darauf gab er seine Parteiämter auf.
Von 1933 bis 1943 war Albrecht Oberbürgermeister der Stadt Frankfurt (Oder), zunächst kommissarisch und ab Mitte August 1934 definitiv. Er übernahm den stellvertretenden Vorsitz des Aufsichtsrats der Frankfurter Elektrizitäts AG gehörte dem Verwaltungsrat der Reichsversicherungsanstalt an.
Im März 1939 wurde er als ein um Staat und Volk sonst verdienter Mann der Provinz Brandenburg vom Ministerpräsidenten Hermann Göring zum Preußischen Provinzialrat ernannt.
In einem Verfahren gegen den ehemaligen Geschäftsführer der Frankfurter Elektrizitäts AG gab er eine Zeugenaussage ab, wurde jedoch anschließend selbst wegen schwerer Bestechlichkeit, Meineid und Gesellschaftsuntreue vor einem Sondergericht angeklagt und August 1943 zu 18 Monaten Haft verurteilt, einen Monat davor schloss man ihn aus der Partei aus. Nach Inhaftierung im Strafgefängnis Tegel leistete er in der Endphase des Zweiten Weltkrieges noch Kriegsdienst und geriet in Holland in britische Kriegsgefangenschaft.
Nach Kriegsende kam er in das Internierungslager Fallingbostel, aus dem er 1947 entlassen wurde. Danach lebte er in Dortmund.